# Ptilodexia angulata
Ptilodexia angulata là một loài ruồi trong họ Tachinidae.